# Bürgerschaftswahl in Hamburg 1957
- SPD: 69
- FDP: 10
- CDU: 41

- Regierung: 79
- Opposition: 41

Am 10. November 1957 fand die Wahl zur 4. Wahlperiode der Bürgerschaft der Freien und Hansestadt Hamburg (Bürgerschaftswahl) statt. Es standen 120 Abgeordnete zur Wahl. Die Wahlbeteiligung der Hamburger Bürger lag bei 77,3 %.

## Wahl
Nachdem es der Hamburg-Block bei der Wahl 1953 als eine Vereinigung aus bürgerlichen Parteien geschafft hatte, die Sozialdemokraten abzulösen, konnte die SPD bei der Wahl 1957 die Mehrheit wieder zurückgewinnen. Eine Fortführung des Blockes war durch die Zerstrittenheit der Parteien nicht möglich. Die Wahl wurde erstmals als reine Verhältniswahl mit gebundenen Listen abgehalten und die Stadt stellte einen einheitlichen Wahlkreis. Auch deswegen waren Wahlbündnisse in den einzelnen Bezirken bzw. ehemaligen Wahlkreisen entbehrlich geworden.
Die Deutsche Partei (DP), die 1953 noch mit dem Hamburg-Block ins Parlament eingezogen war, schaffte den Wiedereinzug nicht. Bis zum ersten Einzug der Grünen (GAL) 1982 war es den Parteien der SPD, CDU und FDP alleine überlassen die Abgeordneten zu stellen. Keine weitere Partei schaffte den Sprung über die Fünf-Prozent-Hürde in diesen Jahren. Die KPD (bei der Wahl 1953 noch 3,2 % der Stimmen erhalten) war wegen des Parteiverbotes von 1956 bei dieser und den folgenden Wahlen nicht mehr vertreten.

### Wahlergebnis und Sitzverteilung
Das Ergebnis der Wahl zur Bürgerschaft 1957 lautete:
| Partei | Stimmen | in Prozent | Sitze |
| ------ | ------- | ---------- | ----- |
| SPD    | 553.390 | 53,9 %     | 69    |
| CDU    | 330.991 | 32,2 %     | 41    |
| FDP    | 88.201  | 8,6 %      | 10    |
| DP     | 42.285  | 4,1 %      | -     |
| DRP    | 4.109   | 0,4 %      | -     |
| UDM    | 3.594   | 0,4 %      | -     |
| BdD    | 3469    | 0,3 %      | -     |
| DG     | 485     | 0,1 %      | -     |

Siehe auch: Liste der Mitglieder der Hamburgischen Bürgerschaft (4. Wahlperiode)

## Regierung
Die SPD-geführte Regierung stellte mit Max Brauer einen bekannten Bürgermeister (1946–1953). Trotz der absoluten Mehrheit wurden der Posten des Zweiten Bürgermeisters (Edgar Engelhard) sowie drei Senatorenplätze an die FDP gegeben. Schon kurz nach der Wahl wurde bekannt, dass Max Brauer nicht die ganze Wahlperiode den Kopf der Regierung stellen würde. Es wurde das Jahr 1960 für den Rücktritt und die Übergabe des Bürgermeisterposten an Paul Nevermann geplant; dies wurde etwas später am 1. Januar 1961 vollzogen.
Von dieser Wahl an stellte die SPD über vier Jahrzehnte lang den Ersten Bürgermeister und wurde erst 2001 von der CDU mit Ole von Beust abgelöst.
Siehe: Senat Brauer III

## Wahlkampf
Früh im Wahlkampf stellten sich alle Parteien, vor allem die des zerfallenen Hamburg-Blocks, darauf ein, alleine um die Stimmen zu kämpfen. Die SPD warb damit, eine Koalition zu bilden, auch wenn sie die absolute Mehrheit im Parlament stellen würde.

## Hauptthemen während der 4. Wahlperiode
Zwei Themen, die sich direkt um die Bürgerschaft drehten, waren die 100-Jahr-Feier der gewählten Bürgerschaft (1859–1959) und der Abschied von Adolph Schönfelder, dem langjährigen Bürgerschaftspräsidenten, der 1960 in den „Ruhestand“ ging.
Ein weiteres Thema war eng mit der Bundes- und Weltpolitik verbunden. Die Bürgerschaft stellte sich gegen einen Beschluss des Bundestages vom 25. März 1958, die Bundeswehr mit „taktischen Atomwaffen“ auszurüsten. Nach einer der größten Nachkriegsdemonstrationen in Hamburg mit geschätzten 100.000 Menschen am 17. April desselben Jahres verabschiedete die Bürgerschaft am 9. Mai ein Gesetz für eine Volksabstimmung über dieses Thema. Diese Abstimmung, die für den 8. Juni geplant war, wurde am 27. Mai mit einer einstweiligen Anordnung und am 30. Juli mit einem endgültigen Spruch des Bundesverfassungsgerichts gekippt.